# Olympia BOSS
Olympia BOSS је био професионални рачунар фирме Olympia који је почео да се производи у Јапану од 1980. године.
Користио је Intel 8085 као микропроцесор. РАМ меморија рачунара је имала капацитет од 64 kb. 
Као оперативни систем кориштен је PROLOGUE, CP/M.

## Детаљни подаци
Детаљнији подаци о рачунару BOSS су дати у табели испод.
|                       | |
| [ 1 ]                 | |
| Произвођач            | |
| Тип                   | професионални рачунар |
| Меморија              | 64 |
| Поријекло             | Јапан |
| Година                | 1980 |
| Тастатура             | тастатура са пуним помаком тастера, 99 тастера, функцијски тастери (жути), тастери смјера (зелени) и а одвојена нумеричка тастатура |
| Процесор              | 8085 |
| Фреквенција процесора | 2,5 са 8085, 4 са Z80 |
| RAM                   | 64 |
| ROM                   | 4 |
| Текст                 | 80 x 28 |
| Графика               | 640 x 300 |
| Боја                  | једна |
| Звук                  | мали звучник |
| Димензије             | 50,5 x 58 x 17 / 13 |
| Портови               | |
| Оперативни систем     | |